# Romain Combaud
Romain Combaud est un coureur cycliste français né le 1er avril 1991 à Saint-Doulchard (Cher), membre de l'équipe dsm-firmenich PostNL.

## Biographie
Romain Combaud naît le 1er avril 1991 à Saint-Doulchard en France.
Il entre en 2010 dans l'équipe Guidon chalettois, avant d'être recruté en 2011 par l'équipe Armée de Terre.
En 2015, cette équipe devient une équipe continentale. Romain Combaud y devient coureur professionnel. Il se distingue rapidement sur le calendrier français, dès le mois de février sur la Classic Sud Ardèche (8e), en mars sur la Classic Loire Atlantique (9e), en avril sur Paris-Camembert et le Tour du Finistère (16e) puis en mai sur le GP de la Somme (14e). En août, il prend la 6e place sur la Polynormande puis, en septembre, la 4e sur le Tour du Doubs. 
En fin de saison, il signe un contrat en faveur de la formation continentale professionnelle Delko-Marseille Provence-KTM. Celle-ci lui permet de participer à des épreuves World Tour dont Paris-Nice (105e du classement général), Paris-Roubaix, la Flèche Wallonne (122e) et la Bretagne Classic (129e). Il décroche une nouvelle fois des places d'honneur sur la Classic Loire Atlantique (13e) et le Grand Prix de la Somme (16e).
Pour sa première course de la saison 2017, il est échappé sur le Grand Prix La Marseillaise (44e) où son coéquipier Julien El Farès se classe 4e. Il enchaîne par l’Étoile de Bessèges qu'il conclut à la 16e place et le Trofeo Laigueglia (10e). En mars, il se fait reprendre sous la flamme rouge lors de la troisième étape de Paris-Nice. En avril, il se classe 5e de Paris-Camembert puis 19e du Tour du Finistère quatre jours plus tard. Sur le Rhône-Alpes Isère Tour, il décroche deux deuxièmes places d'étape et est seulement devancé par Justin Oien sur la dernière étape.
En juillet 2017, il est présélectionné par Cyrille Guimard pour participer aux championnats d'Europe mais n'est pas retenu dans la sélection finale. Le 1er octobre, il échoue au pied du podium du Tour de Vendée, 4e.
En 2018, il termine septième du Tour du Limousin.
Il commence sa saison 2019 par une deuxième place sur le Grand Prix La Marseillaise, devancé par Anthony Turgis. En avril, il termine 3e de la dernière étape du Circuit de la Sarthe dont il s'adjuge la 8e place au classement général.
Echappé sur la dernière étape du Tour de La Provence 2020, il en prend la 4e place, se classant 23e au classement général. Il enchaîne par le Tour des Alpes-Maritimes et du Var, 15e du général, et Paris-Nice (37e) avant que la saison ne soit suspendue à cause de la pandémie de Covid-19. En août, il termine 5e du Tour du Limousin-Nouvelle-Aquitaine et porte le maillot bleu de leader du classement des sprints de cette course pendant une journée.
Le Team Sunweb officialise son arrivée pour les saisons 2021 et 2022 le 16 octobre 2020 où il rejoint Romain Bardet.

## Palmarès

### Palmarès amateur
| - 2009 - 3e de la Route d'Éole - 2011 - Souvenir René-Jamon - 3e du Grand Prix de Lignac - 2012 - Challenge du Boischaut-Marche - 2e étape du Tour de Mareuil-Verteillac-Ribérac - Grand Prix des vins de Panzoult - 2e de Manche-Atlantique - 3e du Grand Prix de Tours - 3e du Tour de Châteauneuf-sur-Cher - 3e du Prix de Mehun-sur-Yèvre - 2013 - 1re et 3e étapes des Boucles du Haut-Var - 4e étape du Tour de Mareuil-Verteillac-Ribérac - 3e étape du Tour de Moselle - 2e du Grand Prix Gilbert Bousquet - 2e des Boucles guégonnaises - 2e de La Gislard | - 2014 - 3e étape des Boucles du Haut-Var - Grand Prix Gilbert Bousquet - Boucles guégonnaises - 1re étape du Tour de Franche-Comté - 5e étape du Tour Nivernais Morvan - Grand Prix de Boussière-sur-Sambre - Circuit des Deux Ponts - 2e du Grand Prix de Plouay amateurs - 3e de la Manche-Atlantique - 3e de Paris-Mantes-en-Yvelines - 2015 - 3e des Boucles de l'Essor |  |

### Palmarès professionnel
- 2019
  - 2e du Grand Prix d'ouverture La Marseillaise
- 2023
  - 1re étape du Tour d'Espagne (contre-la-montre par équipes)

## Résultats sur les grands tours

### Tour d'Italie
1 participation
- 2022 : 104e

### Tour d'Espagne
1 participation
- 2023 : 119e, vainqueur de la 1re étape (contre-la-montre par équipes)

## Classements mondiaux
| Année                                 | 2014 | 2015 | 2016  | 2017 | 2018 | 2019 | 2020 | 2021 | 2022  | 2023  |
| ------------------------------------- | ---- | ---- | ----- | ---- | ---- | ---- | ---- | ---- | ----- | ----- |
| Classement mondial                    |      |      | 1045e | 445e | 432e | 451e | 506e | 974e | 1429e | 1563e |
| UCI Europe Tour                       | 318e | 186e | 714e  | 230e | 251e | 353e | 416e | 730e | 970e  | nc    |
|                                       |      |      |       |      |      |      |      |      |       |       |
| Légende : nc = non classéSource : UCI |      |      |       |      |      |      |      |      |       |       |

## Palmarès sur piste

### Championnats de France
- 2008
  - 3e de la poursuite par équipes juniors
- 2009
  - 3e de la poursuite par équipes juniors